# San Lorenzo (Paderne de Allariz)
San Lorenzo (llamada oficialmente San Lourenzo) es una aldea situada en la parroquia de Siabal, del municipio español de Paderne de Allariz, en la provincia de Orense, Galicia.

## Demografía
| Gráfica de evolución demográfica de San Lorenzo entre 2000 y 2023 |
|                                                                   |
| Datos según el nomenclátor publicado por el INE.                  |